# Louis Méroc
Louis Méroc (né le 12 septembre 1904 à Saint-Gaudens et mort le 18 juillet 1970 à Cazères) est un préhistorien français. Il a effectué ses recherches de terrain principalement en Haute-Garonne, dans le piémont pyrénéen et la région de Toulouse. Il est l'un des inventeurs du carroyage, méthode qui s'est imposée par la suite sur tous les sites de fouilles archéologiques et paléontologiques.

## Formation
Louis Méroc est docteur en droit. En 1945, il est substitut du procureur général à la cour d'appel de Toulouse.
Grand amateur d'archéologie, il suit les cours d'Henri Begouën sur le sujet et en obtient la certification en 1923,. Mais trop occupé par son double travail, il n'aura jamais le temps de compléter son doctorat.

## Responsabilités archéologiques
Il applique les conseils de l'abbé Henri Breuil pour sa formation et pour prospecter les terrasses de la Garonne, où il trouve de nombreux quartzites taillés. En 1942, il prend la relève d'Henri Begouën en assurant le cours de préhistoire à la faculté des Lettres de Toulouse ; et il l'assiste dans ses fonctions au muséum de Toulouse. En 1946, il succède à Henri Begouën à la tête de la Xe circonscription des Antiquités préhistoriques.
Dans son cours d'archéologie à Toulouse il a comme étudiant Georges Laplace, qu'il soutient activement dans sa carrière jusque dans les années 1950. En 1947 il l'accueille à son école de fouilles de Montmaurin où Laplace fait ses premiers pas sur un terrain de fouilles. En 1948 Méroc et Raoul Cammas (qui participe aux fouilles de Montmaurin) appuient la candidature de Laplace à la Société préhistorique française. En 1950, il intercède en faveur de Laplace auprès de l'abbé Henri Breuil et d'Henri Victor Vallois (alors directeur du Musée de l'Homme de Paris) ; à la suite de quoi Laplace entre au CNRS comme attaché de recherche sous la tutelle d'Henri Vallois,. En 1954 Méroc et Laplace font une publication conjointe sur la méthode de repérage utilisée à Montmaurin et cette même année Méroc réorganise la galerie de Préhistoire au muséum de Toulouse, avec Laplace sous sa supervision. Mais dès 1949 Laplace a déclaré la nécessité de professionnaliser l'archéologie et d'en extirper les amateurs, parmi lesquels il inclura en 1967 - et nommément - Denise de Sonneville-Bordes, pourtant maître de recherche au CNRS dès 1952 lorsque lui-même n'est encore qu'un assistant dans la même institution. Et dès 1951 Laplace se plaint auprès de Bordes, avec qui il s'entend encore très bien - mais plus pour très longtemps -, d'un supposé parti pris de Méroc envers lui. Vers 1960 Méroc se dispute avec Laplace à propos de la publication des fouilles de la grotte des Abeilles (à Montmaurin) et cesse de l'inviter sur le site.

## Méthodes

### Une plus grande rigueur dans la collation des données de fouilles
Louis Méroc est l'un des inventeurs du carroyage, une technique de quadrillage utilisée en topographie, afin de rassembler et de traiter des données en vue d'une exploitation cartographique ou statistique. Il recherche avant tout à établir un cadre chronostratigraphique fiable. Georges Laplace est à tort souvent cité comme « co-inventeur » ; en réalité, lorsqu'il arrive à Montmaurin, Méroc a déjà posé toutes les bases de cette méthode qu'il a exposé à Henri Breuil dans une lettre du 7 mai 1946. La méthode que Laplace veut imposer est la « typologie analytique », un ensemble de procédures statistiques permettant l'analyse des données codées en introduisant une dimension mathématique nettement plus abstraite (voir l'article sur Georges Laplace pour plus de détails).
Cette plus grande rigueur dans la méthode de repérage de la position des vestiges, qui devient un modèle du genre pour les préhistoriens, vient en parallèle avec l'application de la même méthode instaurée à l'école de fouilles établie elle aussi en 1946 par André Leroi-Gourhan aux grottes d'Arcy-sur-Cure. Ce dernier publie en 1950 un manuel de divulgation destiné aux archéologues amateurs : Les fouilles préhistoriques (techniques et méthodes). Dès 1948 Raymond Vaufrey demande à Méroc d'exposer sa méthode dans la revue L'Anthropologie ; l'article ne sort finalement qu'en 1954 dans le Bulletin de la Société Préhistorique Française : « Application des coordonnées cartésiennes à la fouille d'un gisement », co-écrit avec Georges Laplace (ce qui n'implique pas que ce dernier a co-inventé la méthode).

### Respect des sites
Lorsque c'est possible, Méroc ne vide pas complètement les sites archéologiques : il laisse en place un remplissage témoin pour études futures. ainsi fait-il à la grotte de Coupe-Gorge et la grotte Boule sur le site des grottes de Montmaurin (son professeur Henri Bégouën a fait de même pour les grottes du Volp). Et, le site de Montmaurin étant menacé par les travaux d'une carrière, il s'occupe de les faire inscrire comme monuments historiques.

## Fouilles à Montmaurin
Les grottes de Montmaurin, nouvellement révélées par l'avancée du front de carrière, reçoivent le 21 septembre 1945 la visite d'Henri Begouën et d'Henri Breuil, qui en confient les fouilles à Louis Méroc. Les premières fouilles commencent à Pâques 1946 ; les campagnes de fouilles se succèdent jusqu'en 1961.
Louis Méroc se concentre sur la grotte de Coupe-Gorge (de 1946 à 1961), mais s'intéresse aussi à la grotte Boule (sondages en 1947, 1948 et 1956), à la grotte-abri de La Terrasse (entièrement fouillée entre 1947 et 1957), aux quatre grottes du Putois menacées de destruction (fouille rapide en 1953). Le 18 juin 1949 Raoul Cammas découvre dans la petite cavité de la Niche la mandibule de Montmaurin (datée entre 190 000 et 240 000 ans AP), un fossile qui semble aujourd'hui intermédiaire entre Homo heidelbergensis et les Néandertaliens. Cette dernière datation est réalisée seulement en 2018 (voir l'article sur la mandibule de Montmaurin pour plus de détails). Mais Méroc ne s'intéresse guère à la Niche, parce que selon lui elle ne présente pas de stratigraphie fiable : il pense que la mandibule provient probablement « d'une très vieille couche à rhinocéros de Merck, de la grotte-abri de La Terrasse ».
Il prospecte aussi le gisement de Bacuran, sur Montmaurin au sud des gorges de la Save ; et l'abri des Harpons, une des grottes de la Save dans la commune voisine de Lespugue.

## Autres fouilles
Louis Méroc a aussi fouillé la rivière souterraine de Labouiche, la grotte de Marsoulas dès 1947, et on lui doit également la découverte des villages chasséens (Néolithique moyen, 4000 à 3000 av. J.-C.) de Villeneuve-Tolosane et de Saint-Michel-du-Touch (aujourd'hui quartier Ancely de Toulouse), autour de Toulouse.

## Organismes et associations
En 1947, Louis Méroc et Albert Vandel, professeur de biologie de l'université des Sciences de Toulouse et membre de l'Institut[Lequel ?], fondent la Société Méridionale de Spéléologie et de Préhistoire (SMSP). Elle permet à Louis Méroc de fédérer les amateurs passionnés de préhistoire et d'associer les spéléologues à l'étude et à la conservation du monde souterrain lors des découvertes de grottes ornées ou de sites archéologiques.
Louis Méroc devient membre de la commission des fouilles, et du Conseil national de la recherche archéologique à sa création en 1964.

## Hommages
- Une impasse porte le nom de Louis Méroc dans le quartier des Pradettes, à Toulouse.

## Publications
- « Publications de Louis Méroc sur Persée », sur persee.fr.
- [1947] « Xe Circonscription préhistorique », Gallia, vol. 5, no 1,‎ 1947, p. 193 (lire en ligne [sur persee]).
- [1948] « Xe Circonscription préhistorique », Gallia, vol. 6, no 2,‎ 1948, p. 409-412 (lire en ligne [sur persee]).
- [1948] La Grotte de Marsoulas, Haute-Garonne, éd. Frères Douladoure, 1948 (présentation en ligne).
- [1952] « Xe Circonscription préhistorique », Gallia, vol. 10,‎ 1952, p. 93 (lire en ligne [sur persee]).
- [Laplace & Méroc 1954] Georges Laplace-Jauretche et Louis Méroc, « Application des coordonnées cartésiennes à la fouille d'un gisement », Bulletin de la Société Préhistorique Française, vol. 51,‎ 1954, p. 58-66 (lire en ligne [sur persee]).
- [1954] « Xe Circonscription préhistorique », Gallia, vol. 12, no 1,‎ 1954, p. 109-111 (lire en ligne [sur persee]).
- [1959] « Toulouse - Xe Circonscription préhistorique », Gallia Préhistoire, t. 2,‎ 1959, p. 133-153 (lire en ligne [sur persee]).
- [1959] « Prémoustériens, magdaléniens et gallo-romains dans la caverne de Labouiche (Ariège) », Gallia Préhistoire, vol. 2, no 1,‎ 1959, p. 1–37 (DOI 10.3406/galip.1959.1145, lire en ligne [sur persee]).
- [Méroc & Fouet 1961] Louis Méroc et Georges Fouet, « Le cimetière mérovingien de Saint-Peyre à Félines-Minervois (Hérault) », Gallia, vol. 19, no 1,‎ 1961, p. 191-200 (lire en ligne [sur persee]).
- [1963] « Circonscription de Toulouse », Gallia Préhistoire, t. 6,‎ 1963 (lire en ligne [sur persee]).
- [1963] « Les éléments de datation de la mandibule humaine de Montmaurin (Haute-Garonne) », Bulletin de la Société géologique de France, vol. 7, no 5,‎ 1963, p. 508-515 (résumé).